# Leptothrix (spin)
Leptothrix is een geslacht van spinnen uit de familie hangmatspinnen (Linyphiidae).

## Soorten
De volgende soorten zijn bij het geslacht ingedeeld:
- Leptothrix hardyi (Blackwall, 1850)